# Lista gniazd procesorowych
W celu ułatwienia montażu/demontażu komputerów do ich budowy stosuje się konstrukcje modułowe. Elementy łączone są ze sobą poprzez różnego rodzaju złącza. Dotyczy to również procesorów (wczesne modele płyt PC x286, x386 często posiadały procesory wlutowywane na stałe). Począwszy od generacji x386 standardem stało się stosowanie różnego rodzaju gniazd (ang. socket) i złączy krawędziowych (ang. slot). Początkowo producenci produkowali procesory pasujące do wspólnego typu gniazd, jednak szybko nastąpił podział i każdy z nich zaczął stosować własne rozwiązania.

## Gniazda AMD
- Super Socket 7 – AMD K6-2, AMD K6-III, Rise Technology, mP6
- Socket 563 – AMD Athlon, Mobile Athlon XP, XP-M (µ-PGA Socket)
- Socket 754 – Athlon 64, Sempron, Turion 64
- Socket 939 – Athlon 64, Sempron
- Socket 940 – Athlon 64, Opteron
- Socket A (Socket 462) – Athlon, Duron, Sempron
- Socket AM1 – socket do procesorów serii Sempron i Athlon
- Socket AM2 – (znany wcześniej jako Socket M2) Athlon 64, Opteron 1xx; (PGA 940)
- Socket AM2+ – PGA 94
- Socket AM3 – Phenom II, Athlon II,
- Socket AM3+ – procesory FX i Opteron
- Socket AM4 – procesory Ryzen oraz Athlon, jak też niektóre APU A-Series i CPU Athlon X4 (Bristol Ridge na mikroarchitekturze Excavator)
- Socket AM5 -  procesory Ryzen mikroarchitektury Zen 4 (7000)
- Socket F (Socket 1207) – nowa podstawka AMD do procesorów Opteron
- Socket S1 – Athlon 64 Mobile
- Socket FM1 – nowa podstawka dla APU i Athlon II
- Socket FM2 – nowa podstawka dla APU 2 generacji i Athlon II
- Socket FM2+ – podstawka APU i Athlon II
- Socket C32 – AMD Opteron
- Socket G34 – AMD Opteron
- Socket SP3 – procesory Epyc
- Socket TR4 – 1. i 2. generacja procesorów Ryzen Threadripper
- Socket sTRX4 – 3. i późniejsze generacje procesorów Ryzen Threadripper

## Gniazda Intela
- Socket 1 – 486
- Socket 2 – 486
- Socket 3 – 486, AMD 5x86, Cyrix Cx 5x86, Pentium OverDrive; 63–83 MHz
- Socket 4 – Pentium P5 oraz Pentium OverDrive; 60/66 MHz
- Socket 5 – Intel Pentium 75–133 MHz; AMD K5
- Socket 6 – 486
- Socket 7 – Pentium, MMX, AMD K5, AMD K6, AMD K6-2, AMD K6-III, Cyrix Cx 6x86
- Socket 8 – Intel Pentium Pro
- Socket 370 – Intel Pentium III, Celeron; Cyrix III; VIA C3
- Socket 423 – Intel Pentium 4, wycofany tuż po wprowadzeniu
- PAC418 – Intel Itanium
- PAC611 – Intel Itanium 2, HP PA-RISC 8800 i 8900
- Socket 478 – Intel Pentium 4, Celeron, Pentium 4 Extreme Edition, Pentium M Socket N
- Socket 479 – Intel Pentium M i Celeron M
- Socket 603 – Intel Xeon
- Socket 604 – Intel Xeon
- LGA 771 (Socket 771) – Intel Xeon
- LGA 775 (Socket 775 lub Socket T) – Intel Pentium 4, Pentium D, Celeron D, Pentium Extreme Edition, Core 2 Duo, Core 2 Extreme, Celeron, Xeon 3000 series, Core 2 Quad; (LGA 775)
- LGA 1366 (Socket B) – Intel Core i7, Xeon (seria 5500)
- LGA 1156 – Lynnfield (Core i5, Core i7, Xeon), Clarkdale (Pentium, Celeron, Core i3, Core i5)
- LGA 1155 – Sandy Bridge (Celeron, Pentium, Core i3, Core i5, Core i7, Xeon), Ivy Bridge (Pentium, Core i3, Core i5, Core i7, Xeon)
- LGA 2011
- LGA 1150 – Haswell (Celeron, Pentium, Core i3, Core i5, Core i7, Xeon), Broadwell (Celeron, Pentium, Core i3, Core i5, Core i7, Xeon)
- LGA 1151 – Skylake (Celeron, Pentium, Core i3, Core i5, Core i7, Xeon), Kaby Lake (Celeron, Pentium, Core i3, Core i5, Core i7, Xeon), Coffee Lake (Core i3, Core i5, Core i7)
- LGA 2011v3 – Haswell-E (Core i7, Xeon), Broadwell-E (Core i7, Xeon)
- LGA 2066 – Kaby Lake-X (Core i5, Core i7), Skylake-X (Core i7, Core i9)
- LGA 1200 – Comet Lake-S (Core i3,Core i5,Core i7,Core i9 Celeron)
- Socket M – Intel Core Solo, Intel Core Duo i Intel Core 2 Duo; (µPGA 478)
- Socket N – Intel Dual-Core Xeon LV
- Socket P – (uPGA 478)
- PGA988 – Intel Core i3 seria 1 i in.
- LGA 1700 – Alder Lake (Celeron, Pentium, Core i3, Core i5, Core i7, Xeon), Raptor Lake (Celeron, Pentium, Core i3, Core i5, Core i7, Xeon)

## Złącza krawędziowe i inne
- Slot 1 – Intel Celeron, Pentium II, Pentium III
- Slot 2 – Intel Pentium II Xeon, Pentium III Xeon
- Slot 3 – Itanium
- Slot A – Athlon
- Slot B – DEC DEC Alpha
- Slot M – Itanium
- PAC418 – Itanium
- PAC611 – Itanium 2